# Stanislas Saint-Clair
Pour les articles homonymes, voir Saint-Clair.
 (mai 2024).
La mise en forme du texte ne suit pas les recommandations de Wikipédia : il faut le « wikifier ».
Les points d'amélioration suivants sont les cas les plus fréquents. Le détail des points à revoir est peut-être précisé sur la page de discussion.
- Les titres sont pré-formatés par le logiciel. Ils ne sont ni en capitales, ni en gras.
- Le texte ne doit pas être écrit en capitales (les noms de famille non plus), ni en gras, ni en italique, ni en « petit »…
- Le gras n'est utilisé que pour surligner le titre de l'article dans l'introduction, une seule fois.
- L'italique est rarement utilisé : mots en langue étrangère, titres d'œuvres, noms de bateaux, etc.
- Les citations ne sont pas en italique mais en corps de texte normal. Elles sont entourées par des guillemets français : « et ».
- Les listes à puces sont à éviter, des paragraphes rédigés étant largement préférés. Les tableaux sont à réserver à la présentation de données structurées (résultats, etc.).
- Les appels de note de bas de page (petits chiffres en exposant, introduits par l'outil «  Source ») sont à placer entre la fin de phrase et le point final[comme ça].
- Les liens internes (vers d'autres articles de Wikipédia) sont à choisir avec parcimonie. Créez des liens vers des articles approfondissant le sujet. Les termes génériques sans rapport avec le sujet sont à éviter, ainsi que les répétitions de liens vers un même terme.
- Les liens externes sont à placer uniquement dans une section « Liens externes », à la fin de l'article. Ces liens sont à choisir avec parcimonie suivant les règles définies. Si un lien sert de source à l'article, son insertion dans le texte est à faire par les notes de bas de page.
- La présentation des références doit suivre les conventions bibliographiques. Il est recommandé d'utiliser les modèles {{Ouvrage}}, {{Chapitre}}, {{Article}}, {{Lien web}} et/ou {{Bibliographie}}. Le mode d'édition visuel peut mettre en forme automatiquement les références.
- Insérer une infobox (cadre d'informations à droite) n'est pas obligatoire pour parachever la mise en page.

Pour une aide détaillée, merci de consulter Aide:Wikification.
Si vous pensez que ces points ont été résolus, vous pouvez retirer ce bandeau et améliorer la mise en forme d'un autre article.
Stanislas Graham Bower Saint-Clair ou Hidayet Pacha était un officier et diplomate britannique né le 24 janvier 1835 à Vilnius et mort le 24 janvier 1887 à Malmedy. Il déserte pour se mettre au service des turcs et devient chef des insurrections musulmanes dans les Rhodopes en 1878.

## Biographie

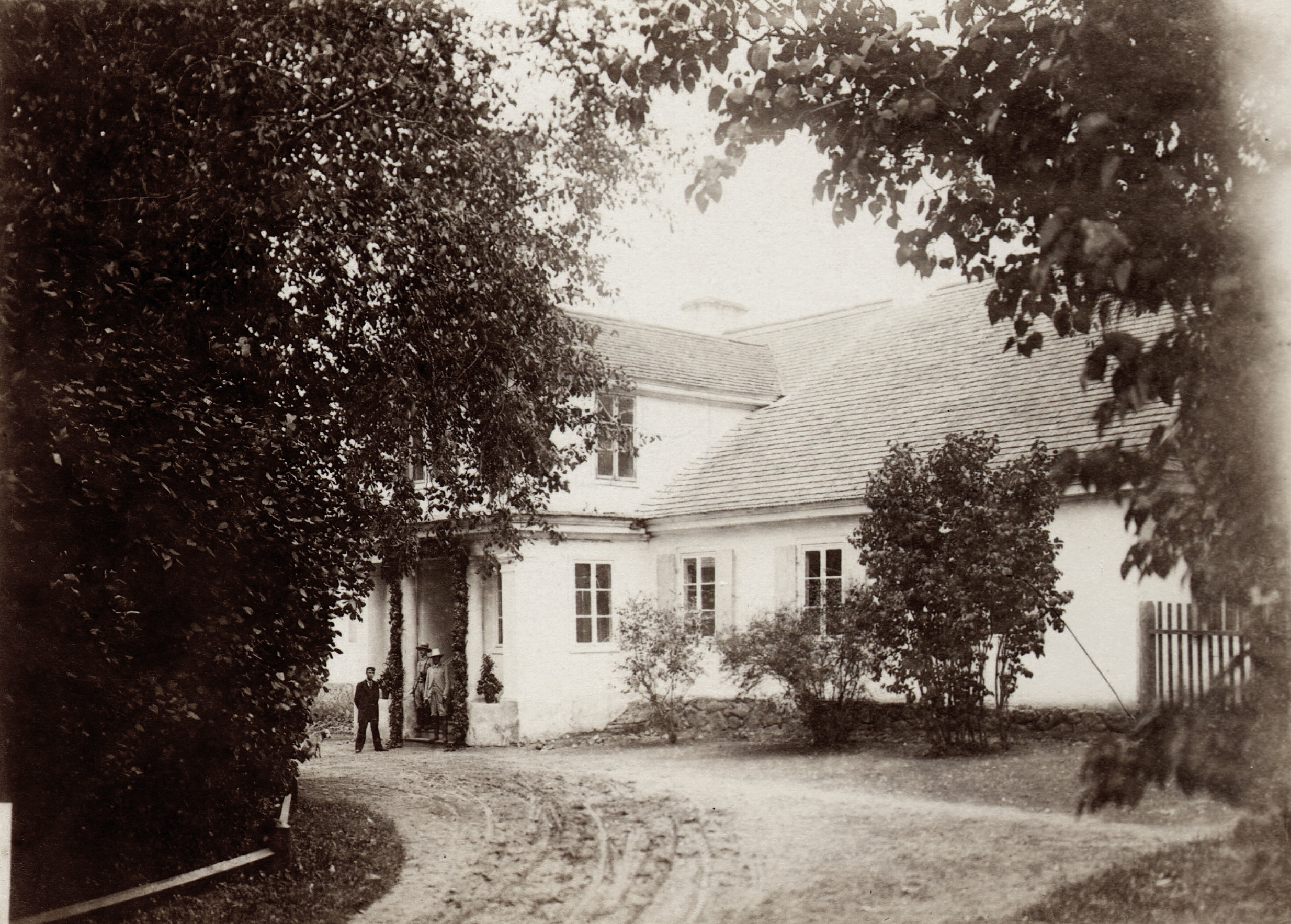
La maison natale de Saint-Clair

Stanislas Saint-Clair est né le 24 janvier 1835 au château de Vepryay, situé sur le domaine de son grand-père, aujourd'hui dans un quartier de la capitale de la Lituanie, Vilnius. Son père, Alexander Saint-Clair, était un ancien officier de l'armée coloniale anglaise en Inde et un noble écossais ayant de lointaines origines françaises. Sa mère, Pelagia Kossakowski, était Polonaise. Son grand-père maternel était le comte Josef Kosakowski et sa grand-mère Luisa Pototska. Son oncle maternel était aide de camp de Napoléon Ier lors de son attaque contre Moscou en 1812. En 1855, la famille perdit le domaine. Selon certaines versions il fut vendu et selon d'autres il fut confisqué par les autorités russes pour des raisons inconnues.
Issu d'une famille de militaires, instruit, polyvalent et talentueux, il rejoint l’armée britannique en 1852. Il se distingue durant la Guerre de Crimée, ce qui lui vaudra d'être promu au grade de capitaine en 1859.
En 1862, il devient fonctionnaire du consulat britannique à Bourgas, avant d'être muté à Varna deux ans après, en 1864. Il s'achète alors une propriété très luxueuse dans le village d'Akdere (aujourd'hui Byala), avec l'intention de s'installer sur le long terme dans l'Empire ottoman. Stanislas Saint-Clair était considéré comme un représentant de l'aristocratie européenne, mais il décida d'adopter le nom turc Hidayet Pacha. En co-auteur avec Charles Brophy, il publie, en 1869, à Londres, le livre « S'installer en Bulgarie. Notes sur les ressources et l'administration de la Turquie". Dans le livre, contrairement à ce qu'on pu faire des auteurs comme Lamartine, il décrit les Bulgares comme un peuple primitif et arriéré.
Au début de la Guerre russo-turque (1877-1878), il quitta officiellement le service britannique et participa volontairement à la guerre en tant qu'officier dans l'armée turque, sous le commandement de Suleiman Pacha. Son adjudant est l'Anglais John Paget et son chef adjoint est le Polonais Konrad.
Après la tentative avortée des diplomates européens d'incendier Sofia après la retraite des troupes ottomanes et leur défaite à Plovdiv, l'armée dispersée se dirige vers Constantinople et les Rhodopes. Saint-Clair se retira alors avec son général et, par le col de Topolovski, se cacha à Kardjali.
En 1877, il tente en vain de créer une légion polonaise dans l'armée ottomane.
Au milieu de l'année 1878, il dirigea une révolte pomaque dans la région des Rhodopes centrales, visant à provoquer une révision du Traité de paix de San Stefano du 19 février 1878.

## Mort
Après la signature du traité de Berlin, en 1878, la province de Roumélie orientale est créée et Saint-Clair se porte candidat au poste de Gouverneur général de la province. Après avoir appris qu'il n'avait pas été accepté à ce poste, il arrêta la politique et se retira en Belgique.
Il meurt le 24 janvier 1887 à Malmedy, en Belgique, le jour de son anniversaire. Il aura été marié deux fois et laisse derrière lui trois filles.

## Sources
- Vasil Dechev, « Le passé de Chepelare », Sofia, vol. I, 1928 et vol. II, 1936 ;
- Симеон Радев, Строителите на съвременна България. Том 1,‎ 1910 – 1911 (lire en ligne), « Общонародният въпрос »